# Benjamin Ruggles
Benjamin Ruggles (* 21. Februar 1783 in Abington, Windham County, Connecticut; † 2. September 1857 in St. Clairsville, Ohio) war ein US-amerikanischer Politiker für die Demokratisch-Republikanische Partei und nach deren Zersplitterung für die National Republican Party.
Nach Abschluss seiner Schulausbildung studierte Ruggles die Rechtswissenschaften und wurde in die Anwaltskammer aufgenommen. 1807 zog er nach Marietta in Ohio und praktizierte dort als Jurist. Von 1810 bis 1815 führte er den Vorsitz am Court of Common Pleas für den dritten Gerichtskreis von Ohio.
Danach wurde Ruggles in den US-Senat gewählt. Er diente dort für drei Amtsperioden bis 1833. 1832 trat er nicht zur Wiederwahl an. Bei der Präsidentschaftswahl 1836 gehörte er für die Whigs dem Electoral College an. Danach arbeitete er wieder als Jurist sowie in der Landwirtschaft.